# Runit
Runit es una isla del atolón Enewetak en las Islas Marshall en el océano Pacífico.

## Cúpula de Runit

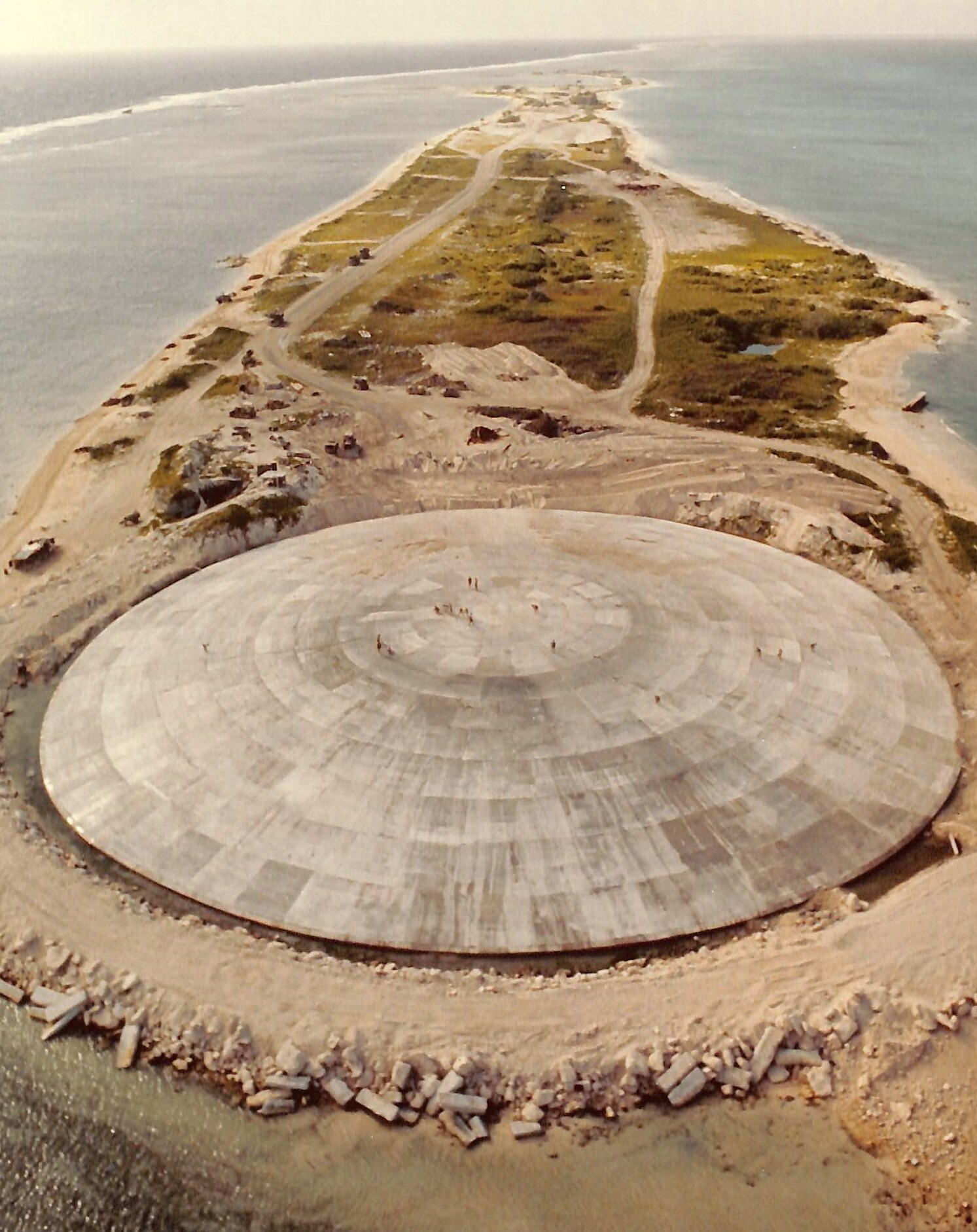
Cúpula de Runit

La Cúpula de Runit  (en inglés «Runit Dome», «Cactus Dome» o «The Tomb») es una estructura con forma de semiesfera a nivel del mar en el norte de la isla de Runit. Tiene un grosor de 46 cm y cubre aproximadamente 73.000 m³ de desechos radiactivos, incluido el plutonio-239.
Estos restos provienen de las pruebas nucleares organizadas por los Estados Unidos en el atolón Enewetak entre 1946 y 1958. Comenzando en 1977, el suelo contaminado de seis islas del atolón Enewetak ha sido raspado y acumulado para almacenar en un cráter de la explosión nuclear del ensayo Cactus del 6 de mayo de 1958. El cráter tenía una profundidad de 9,1 m y ha sido rellenado con los desechos y escombros radiactivos recogidos en las islas. Posteriormente, ha sido emplazado bajo una capa de cemento Portland para conformar una cúpula actualmente visible como una semiesfera blanca entre el verde de la vegetación y el azul añil del mar.
En 1982, un grupo de trabajo de los Estados Unidos expresó su preocupación por un posible accidente si un tifón grave sacudía la isla. En 2013, el Departamento de Energía de los Estados Unidos descubrió que la cúpula de hormigón mostraba en la estructura hendiduras menores.